# 레오 노이게바워
레오 노이게바워(독일어: Leo Neugebauer, 2000년 6월 19일~)는 독일의 육상 선수로 주 종목은 10종경기이다. 2024년 하계 올림픽 10종경기 부문 은메달을 획득했다.